# 月原茂皓
月原 茂皓（つきはら しげあき、1935年〈昭和10年〉3月2日 - 2019年〈平成31年〉1月19日）は、日本の政治家、防衛官僚。本名：月原 重明。
衆議院議員（通算3期）、参議院議員（1期）、郵政政務次官（宇野内閣・第1次海部内閣）、国土交通副大臣（第1次小泉内閣）などを歴任した。

## 来歴・人物
香川県観音寺市出身。幼少期を中国の奉天で過ごす。香川県立観音寺第一高等学校、東北大学法学部卒業。学生生活は民法学者である中川善之の私塾冲和寮で送る。
1960年（昭和35年）東北大学卒業後、防衛庁に入庁。1963年（昭和38年）大蔵省主計局、1971年（昭和46年）和歌山県警警務部長、1973年（昭和48年）防衛庁長官秘書、1976年（昭和51年）国連事務総長スタッフ、1978年（昭和53年）防衛庁広報課長を歴任。
1983年（昭和58年）に行われた第37回衆議院議員総選挙で自由民主党公認で旧香川2区から立候補し、初当選。以後、3期務める。1989年（平成元年）、宇野内閣で郵政政務次官に就任。1990年（平成2年）の第39回衆議院議員総選挙で落選後、名を「茂皓」と改名。
1993年（平成5年）、新生党結党に参加。直後の第40回衆議院議員総選挙でトップ当選し、国政に復帰した。その後、新進党に参加。1996年（平成8年）の第41回衆議院議員総選挙では新進党公認で香川3区から立候補したが、自民党の大野功統に敗れ落選。
その後、自由党に参加。1998年（平成10年）の第18回参議院議員通常選挙では自由党公認で比例区から立候補。名簿登載順位第5位で当選した。
その後、保守党の結党に参加。2000年（平成12年）保守党参議院国会対策委員長。2001年（平成13年）、第2次森内閣で国土交通副大臣に就任。2002年（平成14年）の保守党解党に伴い、保守新党結成には参加せず、保守クラブを経て自民党に復党した。いわゆる防衛族議員として知られた。
2004年（平成16年）の第20回参議院議員通常選挙では自民党公認で比例区から立候補。しかし、前回支援を受けた防衛団体関係の候補が乱立したことにより、落選。
2019年（平成31年）1月19日17時37分、肺炎のため、埼玉県の病院で死去。83歳没。叙正四位、旭日重光章追贈。

## 著書
- 『世界の軍事情勢とわが国の防衛』内外情勢調査会〈講演シリーズ ; 388〉、1980年。
- 『21世紀に日本は生き残れるか : 月原茂皓対論集 : 防衛庁出身の前衆議院議員が本音で語る「日本の安全保障」』金融財政事情研究会、1998年2月。